# Ocema

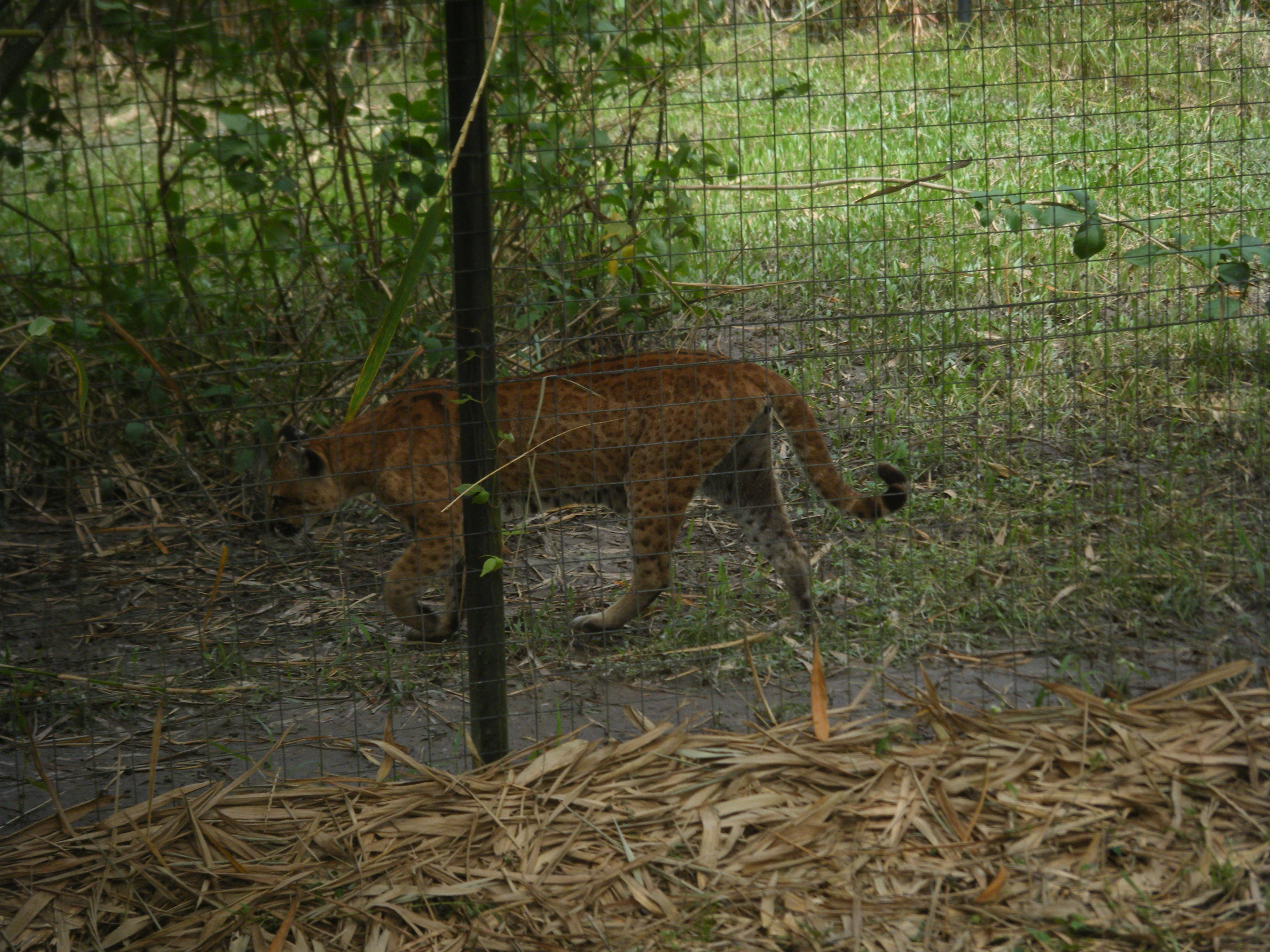
Ocema photographié au zoo de Macouria en 2012 en Guyane

L'ocema est un mammifère carnivore de la famille des Felidae.
Cette espèce de félin résulte du croisement par l'Homme entre l'ocelot et le puma.
L'espèce n'existe pas à l'état naturel, et les seuls spécimen existants vivent en captivité. On peut les rencontrer au zoo de Guyane ou à l'Arche de Noé de Saint-Jean-du-Maroni, en Guyane. Ce croisement a été fait par accident, par manque de place dans le zoo.